# Laelia pantana
Laelia pantana är en fjärilsart som beskrevs av Collenette 1938. Laelia pantana ingår i släktet Laelia och familjen tofsspinnare. Inga underarter finns listade i Catalogue of Life.